# Amand Pierre Harel
Pour les articles homonymes, voir Harel.
Amand Pierre Harel, né le 24 avril 1836 à La Selle-en-Luitré, et mort le 8 mai 1885 à Paris, est un sculpteur français.

## Biographie

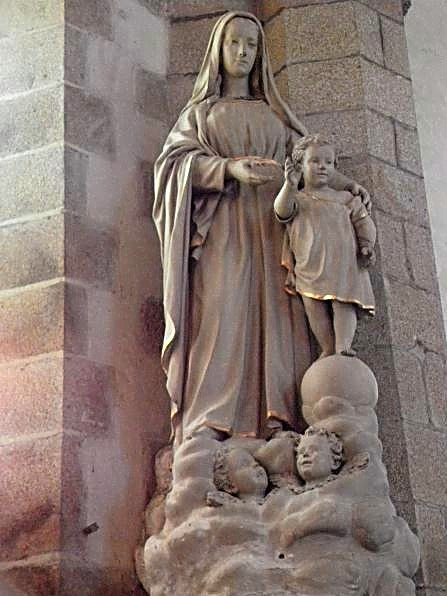
Vierge à l'Enfant, église Saint-Léonard de Fougères.

Amand Pierre Harel est l'élève des sculpteurs Jean-Baptiste Carpeaux, Jean-Joseph Perraud et Aimé Millet.
Il est l'un des praticiens du groupe de La Danse, sculpture controversée ornant l'Opéra Garnier à Paris,,, considérée comme l'une des œuvres majeures de Jean-Baptiste Carpeaux.
Amand Harel participa régulièrement dans les années 1870-1880 au Salon de peinture et sculpture devenu en 1881 le Salon de la Société des artistes français à Paris.
L'artiste créa son propre atelier de sculpture au no 97 rue du Point du Jour à Paris.
Amand Harel est inhumé à Paris au cimetière de Passy (11e division).

## Œuvres dans les collections publiques
- Besançon, église Saint Claude : Vierge à l'Enfant, exposée au Salon de Paris de 1874[8] ;
- Fougères, église Saint-Léonard : Vierge à l'Enfant ;
- Paris, École nationale supérieure des Arts décoratifs : Jean-Baptiste Carpeaux, buste en marbre, exposé au Salon de la Société des artistes françaisde 1881. Commande du ministère de l'Instruction Publique et des Beaux-arts[9].

## Salons
- 1872 : M. M…, buste[10] ;
- 1873 :
  - Le baron Debordes de Chalandrey, buste[11] ;
  - M. Froidefond, buste[11] ;
- 1875 : M. E. Karns, buste[12] ;
- 1876 : M. Martin, avocat, buste[13] ;
- 1877 :
  - M. Tissot, buste[14] ;
  - Jean-Baptiste Carpeaux, buste en plâtre[14] ;
- 1878 :
  - Le Comte Ernest de la Rochelle, buste[15] ;
  - Le Comte Emerand de la Rochelle, buste[15] ;
- 1880 : Le Baron de C…, buste[16] ;
- 1882 : L'abbé B…, buste[17] ;
- 1883 :
  - M. E. Perrichon, buste[18] ;
  - M. L. H…, buste[18] ;
- 1884 : M. Marie-Albert, buste[19].